# Alphonse Nguyễn Hữu Long
Alphonse Nguyễn Hữu Long PSS (ur. 25 stycznia 1953 w Hanoi) – wietnamski duchowny rzymskokatolicki, sulpicjanin, rektor Wyższego Seminarium Duchownego w Huế w latach 2011–2013, biskup pomocniczy Hưng Hóa w latach 2013–2018, biskup diecezjalny Vinh od 2018.

## Życiorys
Alphonse Nguyen Huu Long urodził się 25 stycznia 1953 w Hà Nôi. Formację kapłańską otrzymał w niższym seminarium św. Jana w Đà Nẵng (1965–1972), a następnie w wyższym seminarium w Hoà Bình (1972–1978). Święcenia prezbiteratu przyjął 29 grudnia 1990 i wstąpił do Towarzystwa Kapłanów św. Sulpicjusza.
W latach 1978–1982 służył w służbie cywilnej w prowincji Quảng Nam.
Po święceniach pełnił następujące funkcje: 1990–1994: wikariusz parafii w Tam Ky; 1994–1998: uzyskał licencjat z prawa kanonicznego na Instytucie Katolickim w Paryżu; 1999–2001: proboszcz parafii w Hà Lam; 2001–2003: proboszcz parafii w Trà Kieu; 2003–2011: dyrektor duchowy oraz profesor prawa kanonicznego i historii Kościoła, a także katechezy w Wyższym Seminarium Duchownym w Huế; 2011–2013: rektor Wyższego Seminarium Duchownego w Huế.
15 czerwca 2013 papież Franciszek prekonizował go biskupem pomocniczym Hưng Hóa ze stolicą tytularną Gummi di Bizacena. Święcenia biskupie otrzymał 6 września 2013 w katedrze św. Teresy w Son Tay. Udzieli mu ich Jean Marie Vũ Tất, biskup diecezjalny Hưng Hóa, w asyście Pierra Nguyễn Văn Khảm, biskupa pomocniczego Ho Chi Minh i Josepha Châu Ngọc Tri, biskupa diecezjalnego Ðà Nẵng. Jako zawołanie biskupie przyjął słowa „Mang vào mình mùi chiên”.
22 grudnia 2018 papież Franciszek mianował go biskupem diecezjalnym Vinh. Ingres do katedry Wniebowzięcia NMP, w trakcie którego kanonicznie objął urząd, odbył 12 lutego 2019.